# Mecaderochondria pilgrimi
Mecaderochondria pilgrimi – gatunek widłonoga z rodziny Chondracanthidae; jedyny przedstawiciel rodzaju Mecaderochondria. Gatunek i rodzaj opisali w 1987 roku biolodzy Ju-Shey Ho i Masahiro Dojiri. Holotyp pozyskano z dna jamy ustnej ryby Kathetostoma giganteum z rodziny skaberowatych (Uranoscopidae) złowionej w Kaikoura na Nowej Zelandii. Gatunek ten jest pasożytem tych ryb.